# Gabriel Ojeda
Gabriel Ojeda (Ciudad de San Luis, Provincia de San Luis, 1 de agosto de 1988) es un futbolista argentino que juega en la posición de defensor central. Su club actual es Juventud Unida Universitario.

## Clubes
| Club                         | País      | Año           |
| ---------------------------- | --------- | ------------- |
| Juventud Unida Universitario | Argentina | 2007-presente |